# 李光紋
李 光紋（イ・グァンムン、ハングル：이광문 、1983年8月4日 - ）は、韓国出身のラグビー選手。

## プロフィール
- ポジションはナンバーエイト(No.8)、フランカー(FL)。
- 身長 187 cm、体重 105 kg
- 韓国代表に2004年より選ばれている。
- ニックネームはがんちゃん。

## 経歴
高麗大学校卒。大学卒業後大韓民国国軍体育部隊(尚武)でプレーし、2008年よりサントリーサンゴリアスに入団。1シーズンプレーしたのち退団。2009年より韓国電力にてプレーした後、2011年6月1日にラグビートップリーグのトヨタ自動車ヴェルブリッツに移籍。2013年より東芝ブレイブルーパスで2シーズンプレーした。